# انجمن قیصر ویلهلم

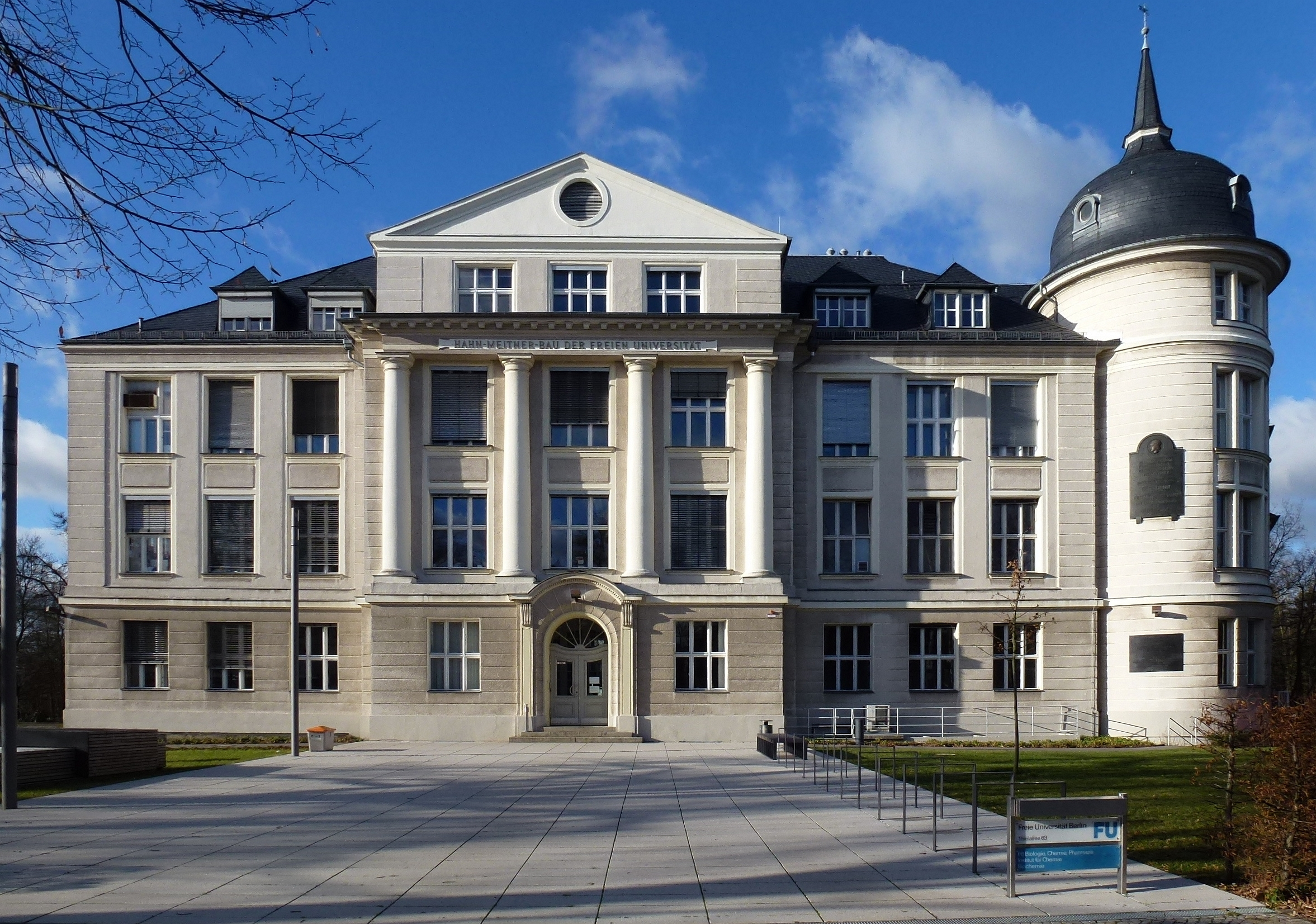
ساختمان پیشین مطالعات شیمی مؤسسه کایزر ویلهلم، جایی که در آن گداخت هسته‌ای کشف شد.

انجمن قیصر ویلهلم برای پیشبرد علوم (به آلمانی: Kaiser-Wilhelm-Gesellschaft zur Förderung der Wissenschaften) مؤسسه‌ای علمی در آلمان بود که در سال ۱۹۱۱ در دوره امپراتوری آلمان بنیانگذاری شد. بودجه آن توسط افراد، صنایع و دولت تأمین می‌گردید. از جمله مهم‌ترین پژوهش‌هایی که در آن صورت گرفت نخستین آزمایش شکافت هسته‌ای اتم اورانیوم توسط اتو هان درسال ۱۹۳۸ بود. پس از جنگ جهانی دوم نام آن به انجمن ماکس پلانک تغییر نام یافت. مؤسسه کایزر ویلهلم چتری برای حمایت از چندین زیرمجموعهٔ علمی، پژوهشی، و آزمایشگاهی زیرنظر خود بود.

## رئیسان
- آدولف فن هارناک (۱۹۱۱–۱۹۳۰)
- ماکس پلانک (۱۹۳۰–۱۹۳۶)
- کارل بوش (۱۹۳۷–۱۹۴۰)
- آلبرت فگلر (۱۹۴۱–۱۹۴۵)
- ماکس پلانک (۱۹۴۵–۱۹۴۶)
- اتو هان (۱۹۴۶–۱۹۴۸)